# 弹前乡
弹前乡，是中华人民共和国江西省吉安市万安县下辖的一个乡镇级行政单位。

## 行政区划
弹前乡下辖以下地区：
弹前乡社区、旺坑村、上洛村、大岩村、阳坑村和新桥村。